# Absolut Relax
Absolut Relax est une radio privée allemande.
Le même groupe comprend aussi Absolut Radio et Absolut Hot.

## Histoire
Absolut Relax émet d'abord sur Internet et sur DAB+ en tant que radio filiale d'Absolut Radio. L'émission DAB+ se limite à la Bavière. Le 6 avril 2012, elle émet aussi sur la région Rhin-Main par l'émetteur de Großer Feldberg et l'Europaturm.

## Programme
La programmation musicale d'Absolut Relax consiste principalement en des titres de pop et de soft rock, interrompue par des bulletins d'informations.

## Source de la traduction
- (de) Cet article est partiellement ou en totalité issu de l’article de Wikipédia en allemand intitulé « Absolut relax » (voir la liste des auteurs).